# Moussaka
Moussaka (/muːˈsɑːkə/, UK also /ˌmuːsəˈkɑː/, US also /ˌmuːsɑːˈkɑː/) là một món ăn làm từ cà tím hoặc khoai tây, thường có thịt xay, phổ biến ở Balkan và Trung Đông, với nhiều biến thể địa phương và khu vực .
Phiên bản nổi tiếng nhất ở Châu Âu và Châu Mỹ là biến thể tiếng Hy Lạp do Nikolaos Tselementes tạo ra vào những năm 1920. Nhiều phiên bản có lớp trên cùng làm từ nước sốt sữa đặc với trứng (sốt trứng) hoặc bột mì (sốt bechamel). Ở Hy Lạp, món ăn được xếp thành nhiều lớp và thường được phục vụ nóng. Tselementes cũng đề xuất một biến thể thuần chay cho những ngày ăn chay chính thống. Romania cũng có một phiên bản thuần chay thay thế thịt bằng nấm hoặc hỗn hợp hành xào và cơm.
Các phiên bản ở Ai Cập, Thổ Nhĩ Kỳ và phần còn lại của Trung Đông là khá khác nhau. Ở Ai Cập, messa'aa có thể được chế biến thành món chay hoặc ăn chay cũng như với thịt; trong mọi trường hợp, thành phần chính là cà tím chiên. Ở Thổ Nhĩ Kỳ, mussaka bao gồm cà tím thái lát mỏng và chiên ăn với nước sốt thịt làm từ cà chua, khi còn ấm hoặc ở nhiệt độ phòng. Ở Ả Rập Xê Út, muṣagga'a được ăn nóng, nhưng ở các nước Ả Rập khác, nó thường được ăn nguội, nhưng đôi khi cũng nóng.

## Tên và nguồn gốc
Tên tiếng Anh cho moussaka đến từ tiếng Hy Lạp mousakás (μουσακάς), có nguồn gốc từ tiếng Thổ Nhĩ Kỳ musakka, mà chính nó lại lấy từ tiếng Ả Rập musaqqa'ah (مسقعة), có nghĩa là "được để lạnh".

## Sự chuẩn bị

### Hy Lạp
Hầu hết các phiên bản chủ yếu dựa trên cà tím xào và cà chua, thường với thịt băm, chủ yếu là thịt cừu. Phiên bản Hy Lạp bao gồm các lớp thịt và cà tím phủ sốt béchamel ("trắng") và nướng.
Phiên bản Hy Lạp hiện đại được tạo ra bởi đầu bếp người Hy Lạp được đào tạo tại Pháp Nikolaos Tselementes vào những năm 1920. Công thức của anh ấy có ba lớp được nấu riêng trước khi kết hợp với nhau để nướng lần cuối: lớp dưới cùng là cà tím thái lát xào trong dầu ô liu; lớp giữa là thịt cừu xay nấu sơ với cà chua băm nhỏ hoặc xay nhuyễn, hành, tỏi và gia vị (quế, tiêu và tiêu đen); và một lớp trên cùng là sốt béchamel hoặc sữa trứng mặn.
Có nhiều biến thể trong công thức cơ bản này, đôi khi không có nước sốt trên cùng, đôi khi có các loại rau khác. Các biến thể như vậy có thể bao gồm, ngoài các lát cà tím, các lát bí ngòi (bí xanh) áp chảo, các lát khoai tây chiên một phần hoặc nấm áp chảo. Có một phiên bản ăn nhanh (thuần chay) trong sách dạy nấu ăn của Tselementes, không bao gồm thịt hay các sản phẩm từ sữa, chỉ có rau (cà tím xay được sử dụng thay vì thịt xay), nước sốt cà chua và vụn bánh mì.
Một biến thể khác là (melitzanes) papoutsakia (μελιτζάνες) παπουτσάκια (lit. 'cà tím, kiểu giày nhỏ') bao gồm cả quả cà tím nhỏ nhồi thịt xay và rắc béchamel lên trên rồi nướng.

### Các nước Đông Nam Âu khác
Ở Albania, Bulgaria, Nam Tư cũ, và Romania, khoai tây được dùng thay cho cà tím, thịt lợn hoặc thịt bò băm, và lớp trên cùng thường là sữa hoặc sữa chua trộn với trứng sống, đôi khi có thêm một lượng nhỏ bột mì. Ngoài ra còn có phiên bản ba lớp: lớp dưới cùng bao gồm thịt lợn xay và thịt bò, lớp giữa lát khoai tây và lớp trên cùng thường là sữa trứng. Mỗi lớp được nấu riêng và xếp lớp trong chảo và nướng cho đến khi mặt trên chín vàng.
Thông thường, phiên bản Rumani được làm bằng khoai tây hoặc cà tím hoặc bắp cải. Các lớp bắt đầu với rau, sau đó là lớp thịt (thường là thịt lợn), sau đó là rau, cho đến khi đầy nồi. Đôi khi vụn bánh mì được dùng làm lớp phủ bên trên, đôi khi là những lát cà chua và pho mát nghiền. Sau đó nồi được đổ đầy nước sốt cà chua. Ngoài ra còn có một biến thể mì ống, với mì ống được sử dụng thay cho rau. Biến thể "ăn chay", là thuần chay, thay thế thịt bằng nấm hoặc hỗn hợp hành tây xào và cơm.
Ở phần còn lại của Balkan, lớp trên cùng thường là sữa trứng: đây là phiên bản được giới thiệu ở Vương quốc Anh bởi Elizabeth David's Mediterranean Cookery và nơi nó vẫn là cách trình bày thông thường. Phô mai bào hoặc vụn bánh mì thường được rắc lên trên.

### Levant
Ở Levant, moussaka là một món ăn nấu chín được làm chủ yếu từ cà chua và cà tím, tương tự như caponata của người Sicilia, và cũng có thể bao gồm đậu xanh. Nó có thể được phục vụ lạnh như một món mezze, hoặc nóng.

### Ai Cập
Phiên bản moussaka của người Ai Cập được làm từ các lớp cà tím chiên ngập trong nước sốt cà chua rồi nướng. Một lớp thịt bò xay chín tẩm gia vị thường được thêm vào giữa cà tím trước khi nướng. Món ăn có thể được phục vụ nóng nhưng thường được ướp lạnh trong một ngày hoặc lâu hơn để cải thiện hương vị.

### Thổ Nhĩ Kỳ
Musakka của Thổ Nhĩ Kỳ không có nhiều lớp. Thay vào đó, cà tím thái lát mỏng được chiên và phục vụ với nước sốt thịt làm từ cà chua nêm ớt xanh, tỏi và hành. Nó thường được ăn với cơm thập cẩm và cacık. Ngoài ra còn có các biến thể với bí ngòi (bí xanh, kabak musakka), cà rốt (havuç musakka) và khoai tây (patates musakka).